# Louise Westergaard
Charlotte Louise Westergaard, född 27 februari 1826 i Ålborg, död 6 april 1880 i Köpenhamn, var en dansk lärare. Hon var en reformpedagog och grundade 1858 en flickskola som vid sidan av Nathalie Zahles ansågs som den mest progressiva i Danmark. Hon fick år 1853 sin examensuppsats belönad av Köpenhamns universitet: som sådan blev hon den första kvinnan i Danmark, även om hennes examensarbete var rent informell och inte fick något formellt betyg eftersom det ännu inte var tillåtet för kvinnor i Danmark.